# Live Scenes from New York
Live Scenes from New York è il terzo album dal vivo del gruppo musicale statunitense Dream Theater, pubblicato l'11 settembre 2001 dalla Elektra Records.

## Il disco
L'album contiene l'esecuzione completa dell'album Metropolis Pt. 2: Scenes from a Memory, seguita da una lunga seconda parte in cui vengono eseguiti quelli che, al tempo, erano i brani più lunghi mai incisi dal gruppo. Vi sono presenti infatti l'esecuzione integrale delle suite A Mind Beside Itself (Erotomania, Voices e The Silent Man) e A Change of Seasons. Il concerto ha visto anche l'esecuzione del brano Acid Rain (composto originariamente dai Liquid Tension Experiment) e di Caught in a New Millennium, mash-up dei brani Caught in a Web (da Awake, 1994) e New Millennium (da Falling into Infinity, 1997). Inoltre, il finale del brano The Mirror fu esteso con quello di Lie.
La copertina originaria di Live Scenes from New York ritraeva le Torri Gemelle, la Statua della Libertà e la Grande mela (simboli di New York) avvolte nelle fiamme, in una sorta di citazione dell'iconografia del Sacro Cuore di Gesù, già utilizzata in passato dai Dream Theater. Questa immagine era già stata utilizzata nel DVD Metropolis 2000: Scenes from New York, uscito qualche mese prima. Tuttavia, a causa di una sfortunata coincidenza, il disco uscì proprio nel giorno degli attentati dell'11 settembre 2001. L'etichetta discografica ritenne pertanto opportuno ritirare tutte le copie del CD, e in seguito uscì con una nuova copertina. Tuttavia, alcune copie erano già state vendute ed ora risultano oggetti da collezione.

## Tracce
Disc 1
1. Regression – 2:46 (John Petrucci)
2. Overture 1928 – 3:32 (musica: Dream Theater)
3. Strange Déjà Vu – 5:03 (testo: Mike Portnoy – musica: Dream Theater)
4. Through My Words – 1:42 (John Petrucci)
5. Fatal Tragedy – 6:22 (testo: John Myung – musica: Dream Theater)
6. Beyond This Life – 11:27 (testo: John Petrucci – musica: Dream Theater)
7. John & Theresa Solo Spot – 3:18 (testo: John Petrucci – musica: Dream Theater)
8. Through Her Eyes – 6:17 (testo: John Petrucci – musica: Dream Theater)
9. Home – 13:21 (testo: Mike Portnoy – musica: Dream Theater)
10. The Dance of Eternity – 6:24 (musica: Dream Theater)

Disc 2
1. One Last Time – 4:12 (testo: James LaBrie – musica: Dream Theater)
2. The Spirit Carries On – 7:40 (testo: John Petrucci – musica: Dream Theater)
3. Finally Free – 11:00 (testo: Mike Portnoy – musica: Dream Theater)
4. Metropolis Pt. 1 – 10:36 (testo: John Petrucci – musica: Dream Theater)
5. The Mirror – 8:15 (testo: Mike Portnoy – musica: Dream Theater)
6. Just Let Me Breathe – 4:03 (testo: Mike Portnoy – musica: Dream Theater)
7. Acid Rain – 2:35 (musica: Liquid Tension Experiment) – originariamente interpretata dai Liquid Tension Experiment
8. Caught in a New Millennium – 6:22 (testo: James LaBrie, John Petrucci, Mike Portnoy – musica: Dream Theater)
9. Another Day – 5:13 (testo: John Petrucci – musica: Dream Theater)
10. Jordan Rudess Keyboard Solo – 6:40 (musica: Jordan Rudess)

Disc 3
1. A Mind Beside Itself I: Erotomania – 7:22 (musica: Dream Theater)
2. A Mind Beside Itself II: Voices – 9:45 (testo: John Petrucci – musica: Dream Theater)
3. A Mind Beside Itself III: The Silent Man – 5:09 (John Petrucci)
4. Learning to Live – 14:02 (testo: John Myung – musica: Dream Theater)
5. A Change of Seasons – 24:34 (testo: Mike Portnoy – musica: Dream Theater)

## Formazione
Gruppo
- James LaBrie – voce, percussioni
- John Petrucci – chitarra, voce
- John Myung – basso
- Jordan Rudess – tastiera
- Mike Portnoy – batteria, voce

Altri musicisti
- Theresa Thomason – voce aggiuntiva in Through Her Eyes e in The Spirit Carries On
- Jay Beckenstein – sassofono soprano in Another Day
- Kent Broadhurst – voce dell'ipnoterapista
- Jo Marno – coordinazione del coro gospel

Coro gospel in The Spirit Carries On
- Beverly McKenzie
- Carlensha Bethea
- Carmen Brown
- Chandra Simmons
- Clarence Burke Jr.
- Clinteeyah Brooks
- Cynthia Ogbur
- Dale Scott Robinson
- Denise Hilton
- John Williams
- Mary Canty
- Rennelle Martin

## Classifiche
| Classifiche (2001) | Posizione massima |
| ------------------ | ----------------- |
| Francia            | 117               |
| Germania           | 71                |
| Italia             | 23                |